# Piano Mooner
Piano Mooner è un cortometraggio statunitense del 1942, diretto da Harry Edwards, con Harry Langdon.

## Trama
Harry è un accordatore di pianoforti, e riesce a barattare un’accordatura presso un’agiata famiglia in cambio di un abito appropriato per il proprio matrimonio, che deve avvenire in giornata, secondo quanto minaccia il fratello di Mildred, la sua futura sposa.
Anche nella famiglia presso la quale Harry accorda il piano una giovane deve sposarsi, e Mildred ed il fratello irrompono proprio mentre egli sta camminando verso l’altare con la ragazza, per mostrarle la maniera adeguata di incedere.